# Crax daubentoni
Rabo-espinhoso-vulpino ou arredio-do-rio, mutum-de-bico-amarelo ou mutum-poru (Crax daubentoni) é um cracídeo encontrado na Venezuela e Colômbia.